# Okrąg

Okrąg

Okrąg – zbiór wszystkich punktów płaszczyzny euklidesowej odległych od danego punktu o daną odległość. Ten ustalony punkt nazywa się środkiem, a zadaną odległość – promieniem. Zwykle przyjmuje się dodatkowo że promień musi być dodatni
Okrąg jest szczególnym przypadkiem elipsy o równych półosiach, jest to także 1-wymiarowa hipersfera.
Okrąg jest brzegiem pewnego koła.

## Okrąg w układzie współrzędnych
Niech {\displaystyle O(x_{0},\ y_{0})} będzie ustalonym punktem, zaś {\displaystyle r} ustaloną liczbą dodatnią. Okręgiem jest zbiór punktów {\displaystyle (x,\ y)} płaszczyzny euklidesowej spełniających równanie
{\displaystyle (x-x_{0})^{2}+(y-y_{0})^{2}=r^{2}.}
Jest to wzór geometrii analitycznej obowiązujący w kartezjańskim układzie współrzędnych.
W tym samym układzie współrzędnych okrąg może być opisany również za pomocą równania parametrycznego
{\displaystyle {\begin{cases}x=x_{0}+r\cos \alpha \\y=y_{0}+r\sin \alpha \end{cases}},}
gdzie parametr {\displaystyle \alpha \in [0,\ 2\pi ).}
W układzie współrzędnych biegunowych, równanie okręgu o promieniu {\displaystyle r} i środku znajdującym się w biegunie układu współrzędnych, przyjmuje postać {\displaystyle r(\varphi )=r=const} dla dowolnego kąta {\displaystyle \varphi \in [0,2\pi ).}

## Powiązane pojęcia

Okrąg z zaznaczonymi: styczną, cięciwą, średnicą i promieniem

Punkt {\displaystyle O} nazywany jest środkiem okręgu, zaś każdy z odcinków o początku {\displaystyle O} i końcu w jednym z punktów okręgu nazywany jest promieniem, również długość {\displaystyle r} nazywana jest tym terminem.
Sieczna jest to prosta mająca z okręgiem dokładnie dwa punkty wspólne. Prostą mająca dokładnie jeden punkt wspólny nazywa się styczną do okręgu.
Cięciwą nazywa się odcinek wyznaczony przez punkty wspólne dowolnej siecznej i okręgu, czyli łączący dwa dowolne punkty okręgu.
Średnica okręgu jest to cięciwa przechodząca przez środek okręgu. Podobnie jak w przypadku promienia, tym pojęciem określa się też długość tej cięciwy. Średnica zwyczajowo oznaczana jest przez {\displaystyle d.} Zachodzi równość {\displaystyle d=2r.}
Stosunek długości okręgu do jego średnicy jest stałą matematyczną oznaczaną literą {\displaystyle \pi .}
Stąd długość okręgu wyraża się wzorem:
{\displaystyle L=2\pi r.}
Pole powierzchni koła ograniczonego okręgiem (sam okrąg ma puste wnętrze, a więc i zerową powierzchnię) wyraża się wzorem:
{\displaystyle S=\pi r^{2}.}

## Wzajemne położenie dwóch okręgów
Rozpatrywane są dwa okręgi o środkach {\displaystyle O_{1}} i {\displaystyle O_{2}} oraz promieniach odpowiednio {\displaystyle r_{1}} i {\displaystyle r_{2}.} Przez {\displaystyle d(O_{1},O_{2})} rozumieć należy odległość między środkami okręgów.

### Na płaszczyźnie
Jeżeli leżą one na jednej płaszczyźnie, to mogą być one:
- identyczne – posiadają wspólny środek i mają równe promienie, należą do nich te same punkty: {\displaystyle O_{1}=O_{2}\land r_{1}=r_{2},}
- współśrodkowe – mają ten sam środek: {\displaystyle O_{1}=O_{2},}
- styczne wewnętrznie – mają dokładnie jeden punkt wspólny, jeden z nich leży w kole ograniczonym przez drugi okrąg: {\displaystyle d(O_{1},O_{2})=|r_{1}-r_{2}|,}
- styczne zewnętrznie – mają dokładnie jeden punkt wspólny, żaden z nich nie leży w kole ograniczonym przez drugi okrąg: {\displaystyle d(O_{1},O_{2})=r_{1}+r_{2},}
- rozłączne – nie mają punktów wspólnych, przy czym albo jeden z nich leży w kole ograniczonym przez drugi: {\displaystyle d(O_{1},O_{2})<|r_{1}-r_{2}|,} albo leżą na zewnątrz swoich kół: {\displaystyle d(O_{1},O_{2})>r_{1}+r_{2},}
- przecinające się – posiadają dwa punkty wspólne: {\displaystyle |r_{1}-r_{2}|<d(O_{1},O_{2})<r_{1}+r_{2}.}

### W przestrzeni trójwymiarowej
Jeżeli dwa okręgi leżą w przestrzeni o co najmniej trzech wymiarach, to mogą być m.in.:
- współpłaszczyznowe – leżą na tej samej płaszczyźnie,
- identyczne – są współpłaszczyznowe, posiadają wspólny środek i mają równe promienie,
- styczne – mają dokładnie jeden punkt wspólny,
- rozłączne i splecione – każdy z nich ma jeden punkt wspólny z wnętrzem koła drugiego okręgu,
- rozłączne i nie splecione – żaden z nich nie ma punktu wspólnego z kołem drugiego okręgu.

## Uogólnienie na przestrzenie metryczne
Pojęcie okręgu może być uogólnione na dowolną przestrzeń metryczną w naturalny sposób. Odległością wg której definiuje się okrąg jest ustalona metryka. Tak więc, w dowolnej przestrzeni metrycznej {\displaystyle (X,\varrho )} okrąg ze środkiem {\displaystyle x_{0}} i promieniem {\displaystyle r} to zbiór punktów
{\displaystyle \{x\colon \varrho (x_{0},x)=r\}.}
W tym rozumieniu często zamiast słowa „okrąg” stosuje się słowo „sfera”.
Okręgiem w tym rozumieniu na płaszczyźnie z metryką euklidesową jest zwykły okrąg, istnieją jednak metryki na płaszczyźnie, w których okręgami są inne zbiory euklidesowe, np. kwadrat (o bokach równoległych do osi prostokątnego układu o równych jednostkach albo obrócony o 45°). Na prostej z metryką euklidesową okręgiem jest zbiór dwóch punktów równo oddalonych od środka. W trójwymiarowej przestrzeni euklidesowej odpowiednikiem okręgu jest dwuwymiarowa sfera.

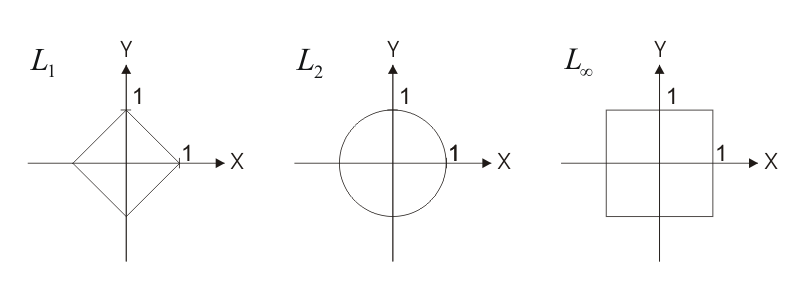
Okręgi jednostkowe w metrykach (miasto), (euklidesowej) oraz L_{∞} (maksimum)